# 塞里奥河畔科洛尼奥
塞里奥河畔科洛尼奥（義大利語：Cologno al Serio），是意大利贝加莫省的一个市镇。总面积17平方公里，人口10649人，人口密度626.4人/平方公里（2009年）。国家统计（ISTAT）代码为016079。